# 佔中九子案
佔中九子案，是指香港2014年佔領中環運動的9名領導人被控公眾妨擾罪等相關罪名的案件，9名被告人分別為戴耀廷、陳健民、朱耀明、陳淑莊、邵家臻、張秀賢、鍾耀華、黃浩銘及李永達。

## 判刑
2019年4月9日於香港區域法院（借用西九龍法院大樓）作出裁決，9名被告人皆被判刑有罪。4月10日，9名被告人向法庭陳情，法官准許9名被告人繼續保釋，押後兩星期至4月24日判刑，惟第四被告陳淑莊因為自行於判刑前做身體檢查而發現罹患腦瘤申請押後判刑，獲批准押後到6月11日。
各人判刑如下：
佔中的三名發起人，當中二人即時入獄，另外一人獲判緩刑。
- 戴耀廷被判囚十六個月，即時入獄。他在2019年就定罪和判刑提出上訴[7]，其後在高等法院申請保釋等候上訴[8]。
- 陳健民被判囚十六個月，即時入獄，已在2020年3月14日出獄[9]。
- 朱耀明被判囚十六個月、緩刑兩年。法官表示是因為考慮到他年紀大、健康狀況以及過去對香港的服務[10]。

至於兩名立法會議員，均被判囚八個月。其中邵家臻即時入獄，而陳淑莊則被判緩刑兩年。二人雖然未被解除立法會議員資格，但亦因判決而喪失在及後5年的選舉中獲提名為候選人的資格及當選為議員的資格，包括2020年立法會選舉。
另一要即時入獄的被告是黃浩銘，他被判囚八個月，已在2019年10月3日與邵家臻一同出獄。
李永達和鍾耀華皆入獄八個月，緩刑兩年。張秀賢因案發時未滿21歲，而被判二百小時社會服務令。
2021年4月30日，上訴庭頒下判詞，駁回9人上訴申請。戴耀廷須繼續服刑，案中其他被判刑的被告已服刑完畢。
| 被告   | 判刑                 | 判刑                 |
| ------ | -------------------- | -------------------- |
| 戴耀廷 | 判囚十六個月         | 即時入獄             |
| 陳健民 | 判囚十六個月         | 即時入獄             |
| 邵家臻 | 判囚八個月           | 即時入獄             |
| 黃浩銘 | 判囚八個月           | 即時入獄             |
| 朱耀明 | 判囚十六個月         | 緩刑兩年             |
| 陳淑莊 | 判囚八個月           | 緩刑兩年             |
| 李永達 | 判囚八個月           | 緩刑兩年             |
| 鍾耀華 | 判囚八個月           | 緩刑兩年             |
| 張秀賢 | 判二百小時社會服務令 | 判二百小時社會服務令 |

## 各界反應
香港特首林鄭月娥以事件進入司法程序為由，拒絕評論事件，但強調一國兩制和司法獨立受到國際極高認同。
中華人民共和國政府對於裁決結果表示支持，其中外交部發言人陸慷表示，「香港特區作出的這個判決是中國內部事務，中央政府堅定地支持香港特別行政區依法懲治非法佔中的主要組織者和策劃者」，而國務院臺灣事務辦公室發言人馬曉光則稱，「香港是法治社會，法律面前人人平等，擾亂社會治安和妨礙公共利益，理應受法律處罰，反觀台灣，貪污犯逍遙法外，打砸搶者蠻橫有理，所以陸委會實在沒有資格在這裡說三道四，信口雌黃」。
香港眾志秘書長黃之鋒批評「律政司以過時的條例『公眾妨擾罪』檢控佔中案九人，令人質疑律政司此舉是否符合《公民權利和政治權利國際公約》」。中華民國陸委會對判決感到遺憾，認為佔中是港人「爭取民主普選的和平抗議行動」，指責港府以「國家強權、法制武器侵犯天賦人權的政府，非但無法獲得民心的敬重，更突顯『一國兩制』的危險本質」。時代力量形容「一國兩制名存實亡」，立法委員徐永明直指「香港已成紅色恐怖」。
歐盟外交和安全政策發言人科齊揚契奇表示，尊重港人基本權利和自由，包括表達自由、和平集會的權利，認為對香港的成功至關重要，但近日香港涉及爭取政治權利人士的司法案件，對民主發展帶來不利影響。
末任香港總督彭定康表示，「當大部份人認為香港政府應該旨在凝聚社會時，港府卻已以不合時宜的普通法控罪，向2014年的佔領運動參與者進行『復仇式檢控』，令社會嚴重分裂」